# أسبوع الآلام
أسبوع الآلام أو الأسبوع المقدس (اليونانية العامية المختلطة: Ἁγία καὶ Μεγάλη Ἑβδομάς) يحتفل بالأيام السبعة التي تسبق عيد الفصح. يبدأ هذا اليوم بإحياء ذكرى دخول المسيح المنتصر إلى أورشليم في أحد الشعانين، ويصادف خيانة يسوع في أربعاء القيامة (أربعاء الأسرار)، ويبلغ ذروته بإحياء ذكرى العشاء الأخير في خميس الأسرار (خميس الأسرار) وآلام يسوع في الجمعة العظيمة (جمعة الآلام). وينتهي أسبوع الآلام بموت المسيح ونزوله إلى الجحيم يوم سبت النور. بالنسبة لجميع التقاليد المسيحية، فهو احتفال متحرك. في المسيحية الشرقية، والتي تسميها أيضًا الأسبوع العظيم، هو الأسبوع الذي يلي الصوم الكبير وسبت لعازر، ويبدأ في مساء أحد الشعانين وينتهي في مساء السبت العظيم. في المسيحية الغربية، الأسبوع المقدس هو الأسبوع السادس والأخير من الصوم الكبير، ويبدأ بأحد الشعانين وينتهي بسبت النور.
ويكون هذا الأسبوع بعد الصوم الكبير (55 يوم) ويحتوى في قراءاته على سفر الرؤيا كاملاً ويقرأ في ليلة أبو غلامسيس. ويتكون من:
- سبت لعازر هو السبت الذي اقام فيه يسوع لعازر.
- أحد السعف ذكرى دخول القدس.
- اثنين البصخة
- الثلاثاء الكبير
- أربعاء الفصح
- خميس العهد ذكرى العشاء الأخير.
- الجمعة العظيمة ذكرى موت المسيح.
- سبت الفرح أو سبت النور.
- أحد القيامة وهي تذكار قيامة يسوع وظهوره لمريم المجدلية.

يبدأ الأسبوع المقدس بإحياء ذكرى دخول المسيح المنتصر إلى أورشليم يوم أحد الشعانين، ويمثل خيانة يسوع يوم أربعاء (الأربعاء المقدس)، ويبلغ ذروته بإحياء ذكرى العشاء السري أو العشاء الأخير في خميس العهد وآلام يسوع في الجمعة العظيمة. ويختتم أسبوع الآلام باستراحة المسيح في الموت ونزوله إلى الجحيم يوم سبت النور. ويعتقد المسيحيون أن يسوع استراح في الموت من الساعة التاسعة (3 بعد الظهر) يوم الجمعة العظيمة حتى قبيل فجر صباح الأحد، وهو يوم قيامته من الموت، والمعروف باسم أحد الفصح. ومع ذلك، في 1 بطرس 3: 19، قد يكون هناك دليل على المهمة التي قام بها يسوع خلال هذه الفترة بين الموت والقيامة: 
"والذي به أيضًا ذهب وكان يكرز للأرواح التي في السجن".
يمثل هذا بداية موسم عيد الفصح، حيث يُعرف أسبوعه الأول باسم أسبوع عيد الفصح (الأسبوع المشرق). تجتذب طقوس الأسبوع المقدس بشكل عام أكبر حشود من السنة. العديد من الثقافات المسيحية لها تقاليد مختلفة مثل الطقوس الخاصة أو الخدمات، والعوامات، والمنحوتات أو إعادة تمثيل الحياة للمسيح، واعتقاله وصلبه (وتسمى أيضًا آلام الرب، وآلام المسيح أو آلام يسوع)؛ تُعرف الأخيرة باسم مسرحية الآلام، والتي غالبًا ما تكون إنتاجات بين الطوائف. وفي كنائس الطقس الشرقي أيضًا وسائل كثيرة لإحياء ذكرى الأعياد الكبرى والتأكيد على موضوع القيامة. تبث العديد من القنوات التلفزيونية أفلامًا تتعلق بأسبوع الآلام، مثل الوصايا العشر، وأعظم قصة على الإطلاق، وفيلم يسوع.

## تاريخ
الأسبوع المقدس في السنة الليتورجية هو الأسبوع الذي يسبق عيد الفصح مباشرة. أول إشارة إلى عادة تمييز هذا الأسبوع ككل باحتفالات خاصة يمكن العثور عليها في الدساتير الرسولية (الآيات 18، 19)، التي يعود تاريخها إلى النصف الأخير من القرن الثالث والقرن الرابع. وفي هذا النص أمر بالامتناع عن الجسد سائر الأيام، وأما الجمعة والسبت فأمر بالصوم المطلق. يشير ديونيسيوس ألكسندرينوس في رسالته القانونية (260 م) إلى 91 يومًا من الصيام، مما يعني أن الاحتفال بها قد أصبح بالفعل استخدامًا راسخًا في عصره.
هناك بعض الشك حول صحة مرسوم منسوب إلى الإمبراطور الروماني قسطنطين، حيث فرض الامتناع عن الأعمال العامة للأيام السبعة التي سبقت عيد الفصح مباشرة، وكذلك للأيام السبعة التي تلته. ومع ذلك، فإن مخطوطة ثيودوسيانوس واضح في الأمر بوقف جميع الإجراءات القانونية، وإغلاق أبواب جميع المحاكم خلال تلك الأيام الخمسة عشر (1. ii. الموضوع. ثامنًا.).
من بين الأيام المعينة من "الأسبوع العظيم" كان من الطبيعي أن أقرب الأيام التي ظهرت إلى مكانة بارزة بشكل خاص هي الجمعة العظيمة. بعد ذلك جاء السبت العظيم ("السبت العظيم"، أي السبت المقدس أو عشية عيد الفصح) مع الوقفة الاحتجاجية، والتي ارتبطت في الكنيسة الأولى بتوقع حدوث المجيء الثاني للمسيح في يوم عيد الفصح.
تشمل الكتابات الأخرى التي تشير إلى التقاليد ذات الصلة بالكنيسة الأولى، على الأخص، رحلة حج إغيريا، والتي توضح بالتفصيل الاحتفال الكامل بأسبوع الآلام في ذلك الوقت.
اليوم، في الكنيسة المسيحية الغربية، بين اللوثريين والأنجليكانيين والميثوديين والمشيخيين والكاثوليك، فإن الطقوس الدينية المستخدمة في أسبوع الآلام متطابقة تقريبًا.
في الكنيسة المورافية، خدمات الأسبوع المقدس (أسبوع الآلام) واسعة النطاق، حيث تتبع الجماعة حياة المسيح خلال أسبوعه الأخير في خدمات يومية مخصصة لقراءات من تناغم قصص الإنجيل، والاستجابة لأعمال الترانيم والصلوات. والابتهالات، التي تبدأ عشية أحد الشعانين وتبلغ ذروتها في صباح عيد الفصح أو خدمة شروق الشمس في عيد الفصح التي بدأها المورافيون في عام 1732.

## الأرثوذكسية الشرقية

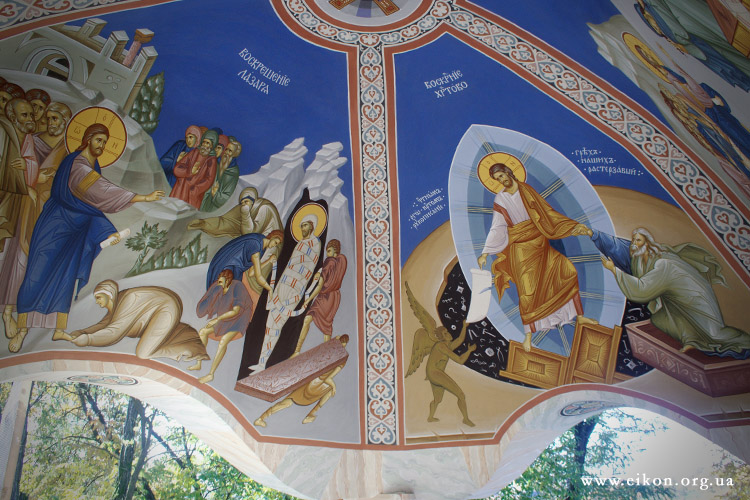
قيامة يسوع في كنيسة القديسين بطرس وبولس، بيلكي، مقاطعة خوست، أوكرانيا

في الكنيسة الأرثوذكسية الشرقية، تنتهي أيام الصوم الكبير الأربعين يوم الجمعة الذي يسبق أحد الشعانين. اليومان التاليان، سبت لعازر وأحد الشعانين، يشكلان انتقالًا إلى أسبوع الآلام، ليس في الصوم الكبير ولا في أسبوع الآلام نفسه، ولكن بالاشتراك مع أسبوع الآلام الذي يحتوي على الاحتفالات المستمرة استعدادًا لعيد الفصح، حيث يستمر المؤمنون في الصيام..
يحيي سبت لعازر ذكرى قيامة يسوع لعازر من بين الأموات، قبل ذهابه إلى أورشليم بنفسه. إن الموضوعات الرئيسية تتنبأ بقيامة يسوع، وتظهره كسيد على الموت. في هذا اليوم يُسمح بتناول النبيذ والزيت (وفي التقاليد الروسية، الكافيار)، مما يخفف من صيام الصائم بدرجة واحدة. ويعتبر أحد الشعانين أحد الأعياد العظيمة للرب، ويحتفل به بالسمك والنبيذ والزيت، وهي أخف درجات الصيام، احتفالاً بالمهرجان. وبما أن هذا العيد هو عيد الرب العظيم، فإن عناصر القيامة المعتادة في طقوس الأحد قد تم حذفها. ومع ذلك، نجد بعض هذه العناصر القيامية في طقوس سبت لعازر.
يُشار إلى الأسبوع المقدس باسم "الأسبوع العظيم المقدس" أو "أسبوع الآلام". وبما أن اليوم الليتورجي الأرثوذكسي يبدأ عند غروب الشمس (كما كان منذ العصور القديمة)، فإن طقوس يوم الاثنين العظيم تبدأ مساء الأحد، في التوقيت المعتاد لصلاة الغروب يوم الاثنين (صلاة الغروب هي أول قداس في اليوم). ومع ذلك، خلال أسبوع الآلام، في معظم الرعايا، يتم تقديم أوقات القداس من ست ساعات إلى اثنتي عشرة ساعة في الوقت المناسب ويتم الاحتفال بها تحسبا، مما يسمح لمزيد من المؤمنين بحضور القداسات الأكثر شهرة. وهكذا فإن صلاة الصباح في يوم الاثنين العظيم هي التي تقام في مساء "أحد الشعانين" في كنائس الرعية، وغالباً ما تكون صلاة الغروب في الصباح.
إن الصيام خلال أسبوع الآلام العظيم صارم للغاية، كما هو الحال في الصوم الكبير على الأقل: حيث تُمنع منتجات الألبان ومنتجات اللحوم تمامًا، وفي معظم الأيام، لا يُسمح بالمشروبات الكحولية ولا يُستخدم الزيت في الطهي. قد يتجاوز يوم الجمعة العظيمة ويوم السبت العظيم بشكل خاص معايير الصوم الكبير. ومن استطاع، ومنهم الرهبان، يعتبرونها أيام امتناع، أي لا يؤكل فيها شيء. ومع ذلك، يتم تعديل الصيام دائمًا وفقًا لاحتياجات الفرد، ولا يُتوقع من الأشخاص الصغار جدًا أو المرضى أو كبار السن أن يصوموا بشكل صارم. ويمكن لمن يستطيع أن ينال بركة أبيه الروحي أن يلتزم بصيام أكثر صرامة، حيث يتناول وجبتين فقط في ذلك الأسبوع: واحدة في ليلة الأربعاء، وواحدة بعد القداس الإلهي يوم الخميس.

### الاثنين العظيم والمقدس إلى الأربعاء

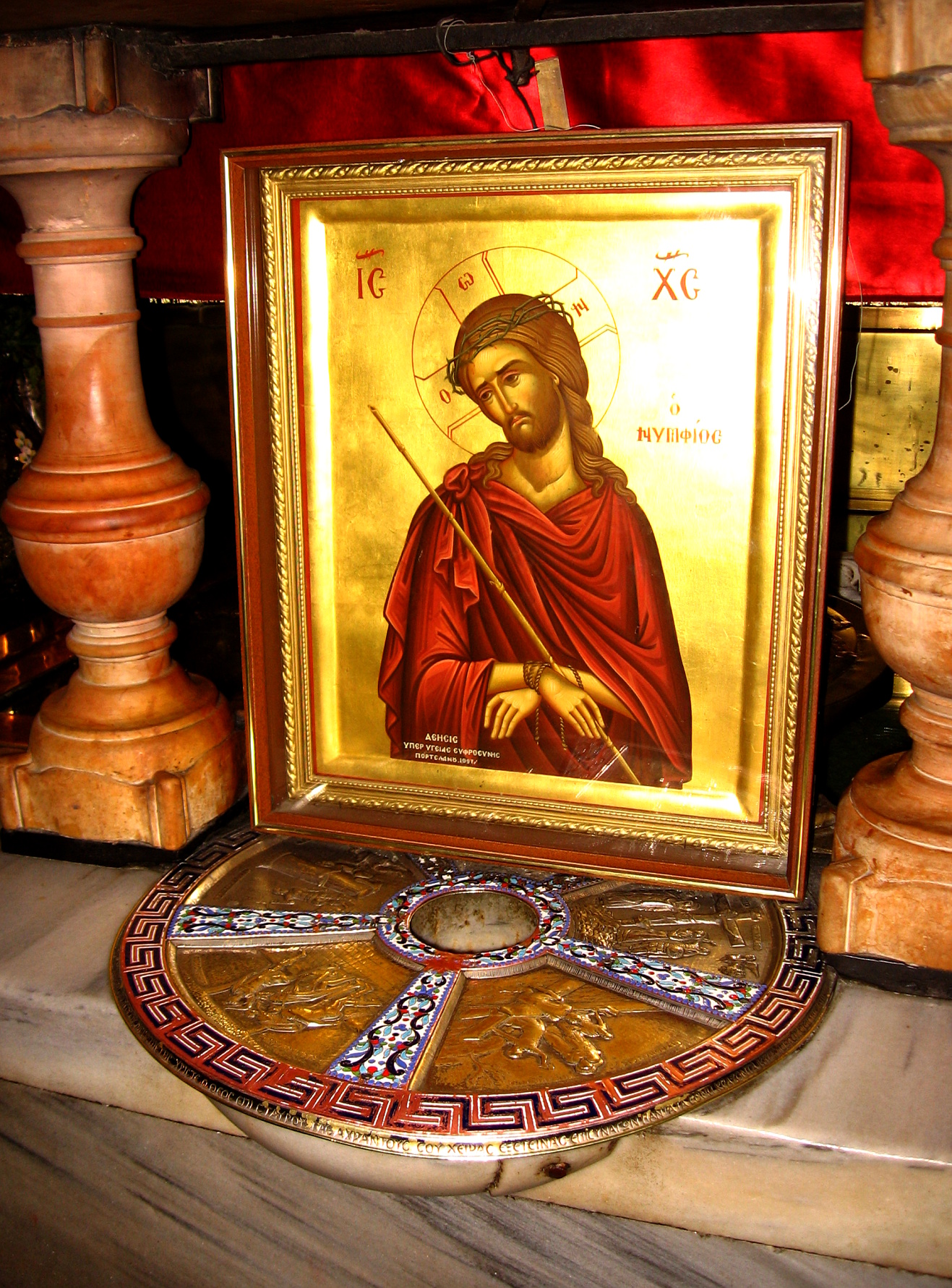
أيقونة السيد المسيح العريس جالسًا فوق النجمة في الجلجثة في كنيسة القيامة، القدس

يوم طقسي جديد يبدأ عند غروب الشمس، والقداس الأول من كل يوم هو صلاة الغروب حيث يتم ترنيم الاستيشيرا التي توضح موضوع اليوم الجديد. 
غالبًا ما يشار إلى طقوس السحر هذه الأيام (والتي يتم إجراؤها في الرعايا في الليلة السابقة) باسم "صلاة العريس"، بسبب موضوعها عن المسيح كعريس الكنيسة، وهو موضوع يتم التعبير عنه في التروباريون الذي يتم ترديده رسميًا خلالها. في هذه الأيام، يتم وضع أيقونة "العريس" على تمثال في وسط الهيكل، تصور يسوع مرتديًا ثوب السخرية الأرجواني ومتوجًا بإكليل من الشوك.
ويتكرر نفس الموضوع في الإكسابوستيلاريون، وهو ترنيمة ترد في نهاية القداس. تتبع هذه الطقوس نفس النمط إلى حد كبير مثل الطقوس في أيام الأسبوع من الصوم الكبير. تم تنظيم الطقوس الدينية بحيث يتم ترديد سفر المزامير بأكمله (باستثناء الكاثيسما السابع عشر) في الأيام الثلاثة الأولى من أسبوع الآلام. القانون الذي يُرتل في هذه الأيام هو "تريود"، أي يتكون من ثلاث أوديات بدلاً من التسع المعتادة، كما هو الحال في طقوس أيام الأسبوع الأخرى في التريوديون.

في نهاية قداس العريس مساء الثلاثاء (صلاة العريس للأربعاء العظيم المقدس)، يتم غناء ترنيمة كاسياني. تحكي الترنيمة (التي كتبها كاسيا في القرن التاسع) عن المرأة التي غسلت قدمي المسيح في بيت سمعان الفريسي (Luke 7:36–50). تمت كتابة جزء كبير من الترنيمة من وجهة نظر المرأة الخاطئة:
يا رب، المرأة التي سقطت في خطايا كثيرة، عندما أحسّت بألوهيتك، أخذت على عاتقها واجب حاملة الطيب. مع المراثي تأتي إليك بالمر استعدادًا لدفنك. ويل لي! تصرخ، لقد أصبح الليل بالنسبة لي جنونًا من الفجور، وعشقًا مظلمًا بلا قمر للخطيئة. اقبل ينبوع دموعي، يا من تجمع مياه البحر في السحب. انحني إليّ، إلى تنهدات قلبي، يا من أحنت السماوات بتنازلك الذي لا يُوصف. سأغسل قدميك الطاهرتين بالقبلات وأجففهما بخصلات شعري؛ تلك القدمين اللتين اختبأت حواء من صوتهما خوفًا عندما سمعتك تمشي في الفردوس في شفق النهار. أما كثرة خطاياي وعمق أحكامك، فمن ذا الذي يفتش عنها، يا مخلص النفوس، مخلصي؟ لا تحتقرني أنا خادمتك، يا من لا حدود لرحمتك.
في صلاة الغروب في نهاية يوم الاثنين إلى الأربعاء، يتم قراءة الإنجيل الذي يحدد موضوع اليوم الجديد، وبعد ذلك يتم الاحتفال بالقداس الإلهي للعطايا المسبقة التقديس.
تعبر المقطوعة الموسيقية البيزنطية عن الشعر بقوة لدرجة أنها تترك العديد من الناس في حالة من الدموع الصلاة. يمكن أن يستمر الترنيم لمدة تصل إلى 25 دقيقة ويعتبر ذروة العام بأكمله من الناحية الليتورجية والموسيقية.

### الخميس العظيم المقدس

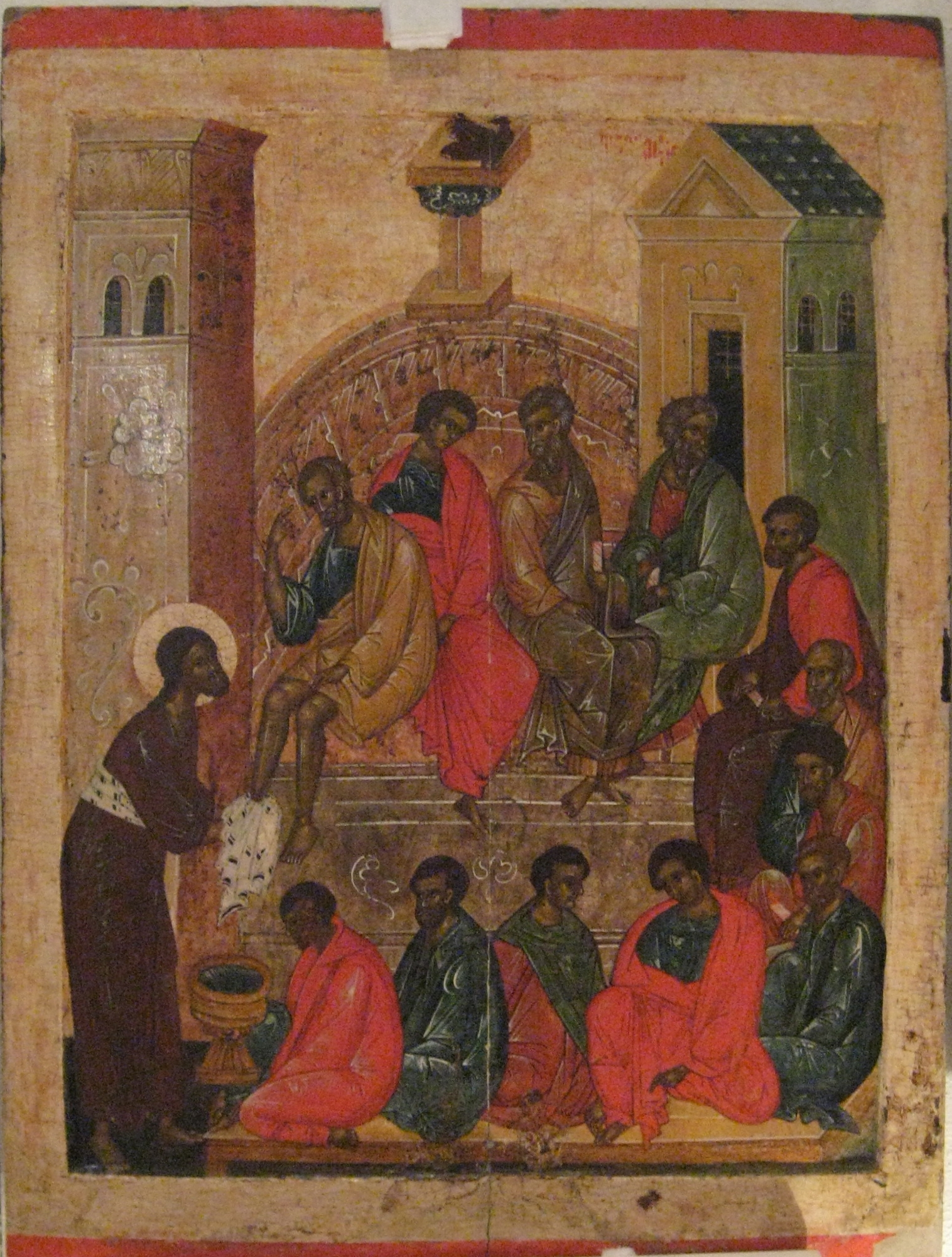
أيقونة أرثوذكسية تصور السيد المسيح يغسل أقدام الرسل (القرن السادس عشر، مدرسة بسكوف للأيقونات)

في العديد من الكنائس، وخاصة الكنيسة الأرثوذكسية اليونانية، تقام صلاة المسحة المقدسة يوم الأربعاء مساءً، بعد قداس التقديس المسبق. وهذا إحياءً لذكرى مسحة يسوع ‏، وإعداد المؤمنين للدخول مع المسيح في موته وقيامته. من يرغب في تناول القربان المقدس يوم خميس الأسرار المقدسة، يتم تشجيعه على تناول سر المسحة المقدسة.
لا يتبع قداس خميس العهد العظيم شكل الصوم الكبير (باستثناء ترديد هللويا بدلاً من الله هو الرب)، بل يتم الاحتفال به خارج الصوم الكبير، وله قانون كامل. وأيضاً، ابتداءً من هذا القداس لن يكون هناك قراءة أخرى من سفر المزامير طيلة بقية أسبوع الآلام، باستثناء الكاثيسما السابعة عشرة في سحر سبت النور.
تقام القداس الإلهي للعشاء الأخير في صباح يوم الخميس العظيم المقدس، ويجمع بين صلاة الغروب وقداس القديس باسيليوس الكبير. هناك عادة بين بعض الكنائس بوضع قطعة قماش بيضاء بسيطة من الكتان فوق المائدة المقدسة (المذبح) في هذا القداس، تذكرنا بالعشاء الأخير. في الكاتدرائيات والأديرة من المعتاد أن يحتفل الأسقف أو رئيس الدير بغسل الأقدام. عندما يكون من الضروري لكنيسة مستقلة أن تكرس المزيد من الميرون، فإن رئيس أساقفة تلك الكنيسة سوف يكرسه في هذا القداس.
يعتبر يوم الخميس العظيم المقدس هو اليوم الوحيد خلال أسبوع الآلام حيث يتناول أولئك الذين يتبعون التقليد الصارم وجبة مطبوخة، على الرغم من أنهم لن يفعلوا ذلك إلا بعد انتهاء القداس. في هذه الوجبة يُسمح بتناول النبيذ والزيت، ولكن المؤمنين يمتنعون أيضًا عن تناول اللحوم ومنتجات الألبان.

### الجمعة العظيمة والجمعة المقدسة
خلال هذا القداس، يتم غناء اثني عشر إنجيلًا من إنجيل الصباح، ومن هنا يأتي اسم هذا القداس "صلاة الفجر للأناجيل الاثني عشر". تروي دروس الإنجيل هذه الأحداث حسب الترتيب الزمني من العشاء الأخير وحتى صلب ودفن يسوع. في مرحلة ما، عندما نصل إلى الإنجيل الأول الذي يتحدث عن الصلب، هناك عادة أن يخرج الكاهن صليبًا كبيرًا مع أيقونة المسيح المصلوب المرفقة به، ويضعه في وسط صحن الكنيسة لكي يكرمه جميع المؤمنين. وسوف يبقى هذا الصليب في وسط الكنيسة حتى إخراج النصب التذكاري في المساء التالي.

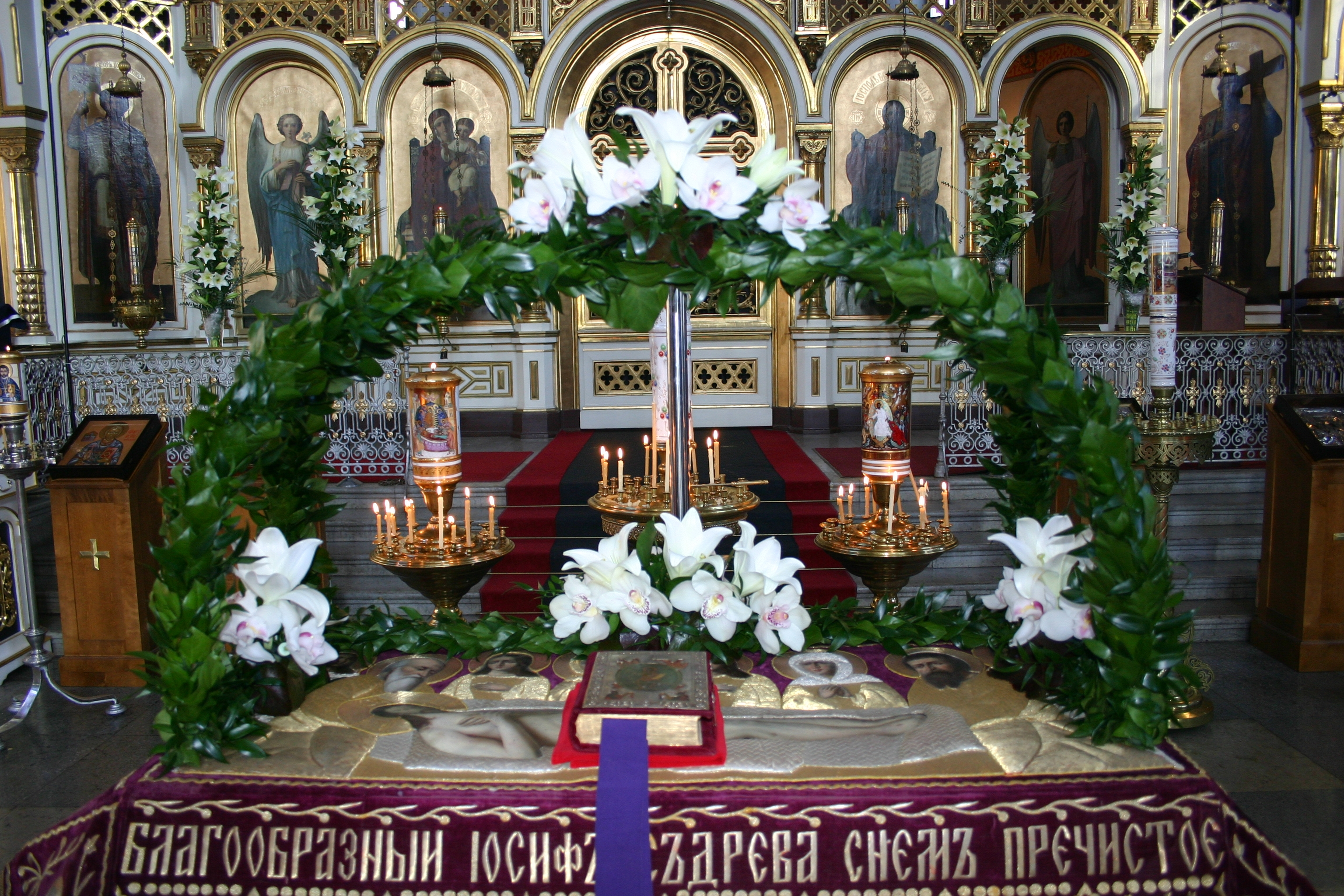
الإبيتافيوس (بلاشانتزا) يوضع في صحن الكنيسة لكي يكرمه المؤمنون. يقع كتاب الإنجيل في الوسط.

في صباح يوم الجمعة العظيمة والعظيمة يتم تقديم الساعات الملكية. إنها احتفالية مهيبة بالساعات الصغيرة مع إضافة الترانيم والقراءات.
تقام صلاة عشية الجمعة العظيمة (صلاة عشية إنزال الصليب) في الصباح أو في وقت مبكر بعد ظهر يوم الجمعة العظيمة. يتم إنزال صورة المسيح من الصليب، ووضع أيقونة قماشية مطرزة بشكل غني تسمى Epitaphios (باللغة السلافية الكنسية : Plashchanitza) والتي تصور المسيح مستعدًا للدفن في " قبر " مزين بالزهور. في نهاية القداس يتقدم الجميع لتكريم القديس أبيطافيوس.
تحتوي صلاة النوم ليوم الجمعة العظيمة على قانون مراثي والدة الإله.

### سبت النور
تقام صلاة الغروب في السبت العظيم والسبت العظيم، في ممارسة الرعية، في مساء يوم الجمعة. تُعرف هذه القداسات باسم "صلاة المراثي عند القبر "، لأن الجزء الأكبر من القداسات يتألف من رجال الدين والمؤمنين المجتمعين حول القبر، وهم يرددون "المراثي" المتخللة بين آيات الكاثيسما السابعة عشرة (المزمور 118). في مرحلة معينة يقوم الكاهن برش القبر ببتلات الورد وماء الورد. مع اقتراب نهاية القداس، يتم حمل القرابين في موكب مضاء بالشموع حول خارج الكنيسة بينما يغني المؤمنون التراتيل الثلاث.
يتم تقديم صلاة الغروب المصاحبة للقداس الإلهي في يوم السبت العظيم والسبت العظيم، وقد حددت الكتب الليتورجية أن يتم تقديمها في فترة ما بعد الظهر ولكن غالبًا ما يتم تقديمها في الصباح. هذه هي قداس بروتي أناستاسي (القيامة الأولى)، الذي يحيي ذكرى عذاب الجحيم. قبل قراءة الإنجيل مباشرة، تتغير الستائر والثياب من ألوان الصوم الداكنة إلى اللون الأبيض، ويتغير مزاج القداس بأكمله من الحزن إلى الفرح. ولكن المؤمنين لا يسلمون بعضهم بعضاً بقبلة الفصح بعد، لأن القيامة لم تُعلن بعد للأحياء.
إذا كان هناك موعوظين مستعدين للمعمودية، يتم تعميدهم ومسحهم بالمسحة المقدسة أثناء قراءات العهد القديم.
تبدأ صلاة عيد الفصح في ليلة السبت حوالي الساعة 11:00 صباحًا مساءا مع ترانيم مكتب منتصف الليل. وبعد ذلك يتم إطفاء جميع الأضواء في الكنيسة ويبقى الجميع في صمت وظلام حتى منتصف الليل. ثم يقوم الكاهن بإشعال شمعة واحدة من الشعلة الأبدية الموجودة على المذبح (والتي لا تنطفئ أبدًا). ينتشر النور من شخص إلى آخر حتى يصبح كل شخص يحمل شمعة مضاءة.
ثم ينطلق موكب حول الجزء الخارجي من الكنيسة، لإعادة تمثيل رحلة حاملات الطيب أثناء توجههن إلى قبر يسوع في صباح عيد الفصح الأول. يتوقف الموكب أمام أبواب الكنيسة المغلقة. وكان فتح هذه الأبواب يرمز إلى "دحرجة الحجر" عن القبر بواسطة الملاك، ويدخل الجميع إلى الكنيسة فرحين وهم يغنون ترنيمة الفصح. يبدأ قداس الفصح بتلاوة صلاة (إكتينيا) وترانيم قانون الفصح.
ومن أهم الأحداث مشاركة القبلة الفصحية وقراءة الهيراطيكون (عظة يوحنا الذهبي الفم) من قبل الكاهن. ويتبع ذلك القداس الإلهي، ويتم تشجيع كل مسيحي أرثوذكسي على الاعتراف وتلقي القربان المقدس في هذا اليوم الأقدس من السنة. وعادة ما يلي ذلك وجبة إفطار، والتي تستمر في بعض الأحيان حتى الفجر. يحمل السلاف سلال عيد الفصح المملوءة بالبيض واللحوم والزبدة والجبن - الأطعمة التي امتنع المؤمنون عنها خلال الصوم الكبير - لكي يباركها الكاهن ثم يأخذونها إلى المنزل ليتقاسمها الأهل والأصدقاء بفرح.
في فترة ما بعد الظهر من يوم عيد الفصح، يتم الاحتفال بقداس فرح يسمى "صلاة أغابي ". خلال هذا القداس، يتم ترديد البروكيمينون الكبير وقراءة درس من الإنجيل (John 20:19–25) بأكبر عدد ممكن من اللغات المختلفة، مصحوبًا بقرع الأجراس المبهج.

## الكنيسة القبطية الأرثوذكسية

إقامة لعازر – القرن الخامس عشر مدرسة نوفغورود. 72 × 60 سم. المتحف الروسي، سانت بطرسبرغ، روسيا

يصوم المسيحيون الأقباط الأرثوذكس الصوم الكبير لمدة 55 يومًا بما في ذلك أسبوع الآلام الذي يطلقون عليه أسبوع الفصح المقدس. 
يُطلق على يوم الجمعة الذي يسبق أحد الشعانين اسم "الجمعة الختامية للصوم الكبير". في هذا اليوم يتم إجراء طقس خاص يسمى "مسحة المرضى". وهو يتألف من سبع صلوات، وفي ختام الصلوات يمسح الكاهن كل عضو من أعضاء الجماعة بالزيت المقدس.
اليوم التالي – السبت الأخير قبل أسبوع الآلام – يسمى " سبت لعازر ". في هذا اليوم تحتفل الكنيسة القبطية بتذكار قيامة لعازر أخو مرثا ومريم من بيت عنيا. يرتبط هذا اليوم بأحداث الأسبوع المقدس حيث أن يوحنا 12 يخبرنا عن زيارة يسوع إلى لعازر مباشرة قبل سرد أحداث أحد الشعانين.
وبما أن اليوم الليتورجي يبدأ من المساء الذي يسبق اليوم التقويمي، فإن صلوات أحد الشعانين تبدأ في مساء سبت لعازر.
طوال أسبوع الآلام، يتم إجراء قداس الفصح كل مساء، بدءًا من ليلة الأحد (عشية يوم الاثنين)، وكل صباح، حتى عيد الفصح. وتتم هذه الشعائر الفصحية في وسط الكنيسة، وليس على المذبح، لأن يسوع عانى وصُلب على الجلجثة، خارج أورشليم. يُجرد المذبح من كل أغطيته وآثاره.
ينقسم القداس اليومي إلى خمس "ساعات"؛ الساعة الأولى، والساعة الثالثة، والساعة السادسة، والساعة التاسعة، والساعة الحادية عشرة. وبالمثل، فإن كل قداس ليلي مقسم أيضًا إلى نفس الساعات الخمس. ومع ذلك، فإن يوم الجمعة العظيمة يحتوي على ساعة إضافية، وهي الساعة الثانية عشرة. خلال كل ساعة، يتم قراءة واحدة أو عدد قليل من النبوءات في البداية، ويتم ترديد ترنيمة ("لك القوة") اثنتي عشرة مرة، ويتم غناء المزمور بلحن حزين، ويتم قراءة مقطع واحد من إنجيل، ويختتم الساعة بتفسير. في ليلة الجمعة العظيمة وجمعة الآلام، تُقرأ جميع الأناجيل الأربعة التي تحكي أحداث اليوم،  وتُقرأ أيضًا المزيد من النبوءات. ابتداءً من ليلة الثلاثاء، لا يسلم الناس على بعضهم البعض ولا على الكهنة، ولا حتى على أيقونات القديسين في الكنيسة، لأن القبلة هي التي خان بها يهوذا يسوع.
في يوم الخميس من أسبوع الآلام، والذي يسمى أيضًا خميس العهد، تُقام طقوس دينية ويُقدم القربان المقدس ليرمز إلى العشاء الأخير ليسوع. وأيضاً قبل القداس يقوم الكهنة بغسل أقدام الجماعة، تقليداً لما غسل يسوع أقدام تلاميذه.
تسمى ليلة الجمعة المتأخرة حتى صباح السبت ليلة نهاية العالم أو سبت النور. في هذه الليلة، يتم أداء قداس آخر وقراءة سفر الرؤيا كاملاً، ليرمز إلى المجيء الثاني.
وتختتم السلسلة بقداس عيد الفصح مساء السبت، يليه اجتماع في الكنيسة (أو الحديقة) حيث يمكن للمشاركين الاحتفال بفرح القيامة، وتناول الطعام معًا وإنهاء صيامهم الطويل، حيث يُسمح لهم مرة أخرى بتناول اللحوم والأسماك ومنتجات الألبان. من عيد الفصح حتى عيد العنصرة، لا يتم مراعاة الصيام المعتاد يومي الأربعاء والجمعة، لأنه وقت الفرح المسمى بالخمسين يومًا المقدسة.

### الكنائس الكاثوليكية الشرقية والكنائس اللوثرية الشرقية
تعتبر طقوس وعادات أسبوع الآلام في الكنائس الشرقية الكاثوليكية واللوثرية الشرقية عمومًا هي نفسها كما هو الحال في طقوس الكنيسة الأرثوذكسية الشرقية أو الكنيسة الأرثوذكسية الشرقية أو الكنيسة الآشورية الشرقية المقابلة.

## الاحتفالات ذات الصلة
بمرور الوقت، امتد أسبوع الآلام في كلا الطرفين، حيث تبدأ الاحتفالات يوم جمعة الأحزان، الجمعة الأخيرة قبل أحد الشعانين، وعيد الفصح، مع احتفالات مختلفة بمناسبة أيام عيد الفصح الثماني.

### الجمعة العظيمة
تبدأ المواكب الدينية التي تشكل جزءًا من احتفالات أسبوع الآلام في العديد من البلدان قبل يومين من أسبوع الآلام فيما يسمى في تلك البلدان بجمعة الأحزان.

في يوم الجمعة الذي يسبق أسبوع الآلام، احتفل الطقس الروماني عالميًا من عام 1727 إلى عام 1969 بالعيد الليتورجي لآلام مريم السبعة. بدأ الاحتفال بهذا العيد في ألمانيا، ثم امتد إلى العديد من البلدان الأخرى حتى قبل أن يجعل بندكت الثالث عشر عيدًا عالميًا، ويخصصه ليوم الجمعة الذي يسبق أحد الشعانين. وكان ولا يزال يتم الاحتفال بعيد آخر يحمل نفس الاسم في شهر سبتمبر. من خلال مدونة القواعد لعام 1960، خفض البابا يوحنا الثالث والعشرون العيد يوم الجمعة الذي كان يسمى آنذاك أسبوع الآلام (الأسبوع الذي يسبق أسبوع الآلام) إلى مستوى الاحتفال، وفي عام 1969 تمت إزالة الاحتفال من التقويم الروماني العام كنسخة مكررة من عيد سبتمبر. توفر طبعة البابا يوحنا بولس الثاني لعام 2002 من كتاب القداس الروماني مجموعة بديلة لهذا الجمعة:
يا الله الذي في هذا الموسم

امنح كنيستك النعمة

لتقليد مريم العذراء المباركة

في التأمل في آلام المسيح،

امنحنا، نصلي، بشفاعتها،

حتى نتمكن من التشبث بقوة أكبر كل يوم

إلى ابنك الوحيد

ويأتي أخيرًا إلى ملء نعمته.

### مصر
يقام احتفال مختلف بعيد الفصح في مصر. شم النسيم (باللغة القبطية: Ϭⲱⲙ ̀ⲛⲛⲓⲥⲓⲙ) هو عيد وطني مصري بمناسبة بداية فصل الربيع. ويصادف دائمًا اليوم التالي لعيد الفصح المسيحي الشرقي (وفقًا لعادات أكبر طائفة مسيحية في البلاد، الكنيسة القبطية الأرثوذكسية).